# Ribeira Dom João
Ribeira Dom João é uma aldeia que fica na zona leste da ilha do Maio, em Cabo Verde. Tem cerca de 500 habitantes e a principal actividade económica é a criação de gado e agricultura. Ela é uma zona com grandes potencialidades turísticas graças às suas lindas praias e tranquilidade.